# Kontact
Kontact è un programma con funzioni di personal information manager e groupware per l'ambiente desktop KDE. Gestisce calendari, contatti, note, liste di cose da fare, notizie e posta elettronica.  Usa componenti KParts per integrare e fondere le funzionalità delle varie applicazioni di kdepim in un'applicazione unica.

## Storia
Un prototipo di applicazione contenitore di strumenti groupware venne scritta in un pomeriggio da Matthias Hoelzer-Kluepfel: in seguito importato nel repository dei sorgenti di KDE, e venne mantenuto da Daniel Molkentin. Questo contenitore è essenziale per il corretto funzionamento di Kontact, ma non è sufficiente a fornire alcuna funzionalità di per sé.
I primi componenti integrati furono creati da Cornelius Schumacher, che modificò KAddressBook e KOrganizer per creare i componenti Rubrica e Agenda. A questo stadio non esisteva alcun client di posta elettronica, e KDE era ancora priva, quindi, di un'applicazione groupware integrata. Tuttavia il lavoro dirompente di Cornelius fornì un prototipo su cui altri sviluppatori poterono basarsi.
Don Sanders creò il componente mancante modificando KMail. In seguito, egli integrò il client di posta con gli altri componenti: il prodotto così ottenuto fu da lui distribuito come prima release di Kontact, tramite il sito da lui stesso creato.
Daniel Molkentin, Cornelius Schumacher e Don Sanders formarono in seguito il team basilare di Kontact. Le modifiche fatte a KMail e all'applicazione contenitore vennero importate nel repository dei sorgenti di KDE, e Kontact venne distribuito insieme a KDE 3.2.
Mentre era in corso lo sviluppo di Kontact, Erfrakon, Intevation and Klarälvdalens Datakonsult stavano lavorando sul server groupware Kolab, che fu completato quasi contemporaneamente a Kontact. Kolab fu scritto nell'ambito del progetto Kroupware, nel corso del quale vennero effettuate pesanti modifiche su KMail e KOrganizer per aggiungervi altre funzioni groupware.
Il team di Kontact, il consorzio Kolab e diversi sviluppatori indipendenti di KDE lavorarono insieme per migliorare Kontact, integrando le funzionalità di Kroupware e rendendo Kolab il server per Kontact.
Inoltre, lo sviluppatore Zack Rusin creò un componente per le netnews, e Kontact venne modificato per supportare una serie di suite programmi di collaborazione basati principalmente sul web.
Con il passaggio alla nuova infrastruttura offerta da KDE 4, Kontact e le applicazioni del modulo kdepim sono state sottoposte ad un profondo rinnovamento, tuttora in atto, con l'obiettivo di integrarle con Akonadi.

## Componenti
Kontact integra i seguenti componenti: 
- Pagina del sommario: può mostrare i messaggi di posta elettronica non letti, gli appuntamenti, le ultime notizie e le previsioni del tempo. È possibile configurare gli elementi visualizzati e la loro disposizione
- Posta elettronica: KMail - il client di posta elettronica di KDE
- Contatti: KAddressBook - la rubrica di KDE
- Calendario: KOrganizer - il programma di agenda elettronica di KDE
- Cose da fare: KOrganizer
- Diario: KOrganizer
- Note: KNotes - KDE Notes Management
- Fonti di notizie: Akregator - un aggregatore di notizie per KDE
- News (Usenet): KNode
- Notizie in tempo reale: KNewsTicker
- Tempo atmosferico: KWeather